# Susanne Henckel

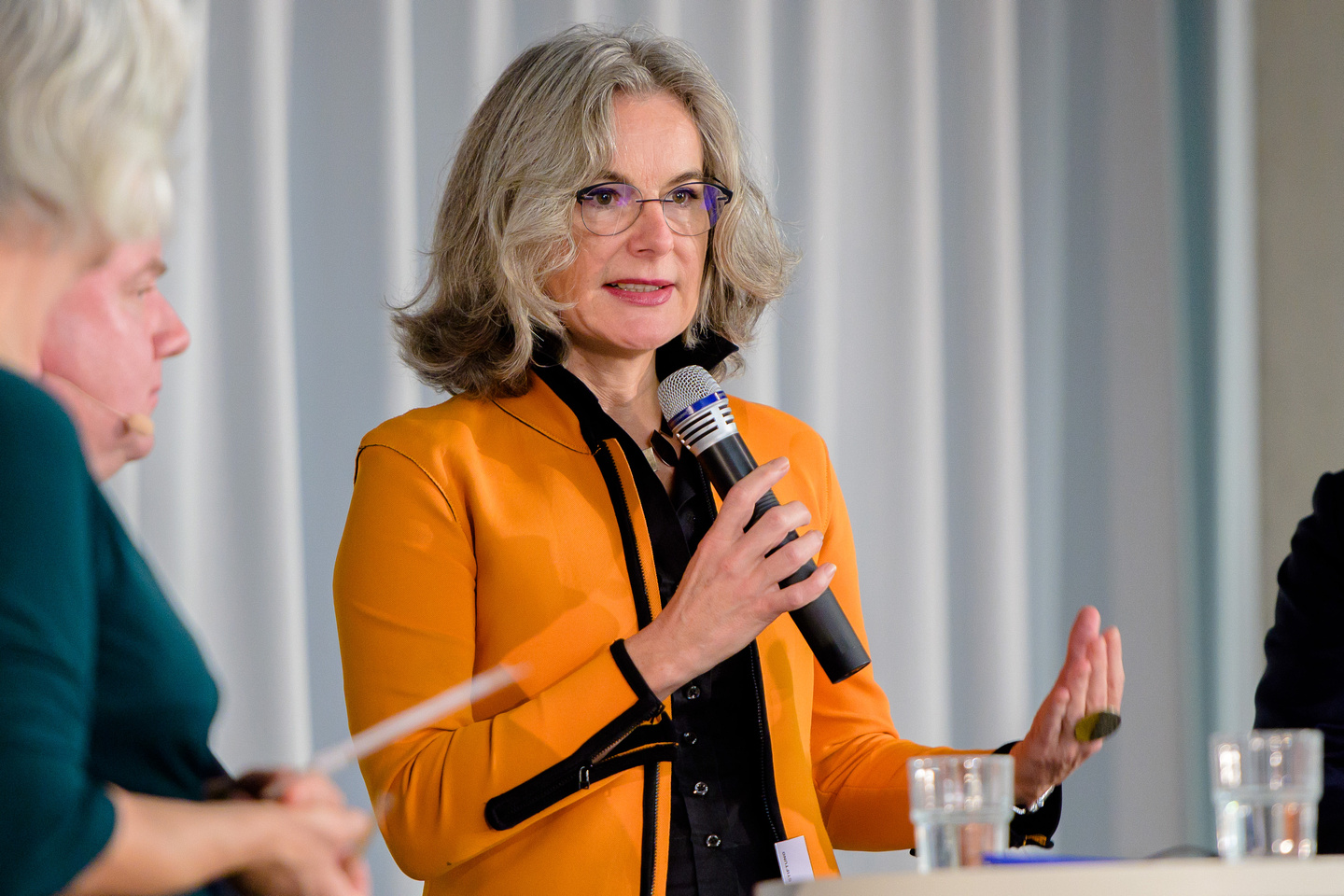
Susanne Henckel (2020)

Susanne Henckel (* 31. Dezember 1964 in Iserlohn) ist eine deutsche politische Beamtin. Seit 2025 ist sie Staatssekretärin im Ministerium für Wirtschaft, Verkehr, Arbeit, Technologie und Tourismus des Landes Schleswig-Holstein. Zuvor war von 2022 bis 2025 Staatssekretärin im Bundesministerium für Digitales und Verkehr.

## Ausbildung
Nach dem Abitur studierte Henckel an den Technischen Hochschulen in Kaiserslautern und Kassel Stadt- und Verkehrsplanung und schloss diese als Diplom-Ingenieurin ab.

## Beruf
Von 1995 bis 2010 war Henckel für den Nordhessischen Verkehrsverbund (NVV) in Kassel tätig. Anfang 2014 übernahm Susanne Henckel die Geschäftsführung des Verkehrsverbunds Berlin-Brandenburg (VBB). Im Dachverband der SPNV-Aufgabenträger, der Bundesarbeitsgemeinschaft der Aufgabenträger des Schienenpersonennahverkehrs (BAG-SPNV) bzw. ab 2021 dem Bundesverband SchienenNahverkehr, war sie von 2010 bis 2014 als Hauptgeschäftsführerin, ab 2014 als Mitglied im Präsidium, sowie von 2018 bis zum 18. April 2022 als Präsidentin tätig.
Am 9. April 2022 wurde Henckel von Bundesminister Volker Wissing zur beamteten Staatssekretärin im Bundesministerium für Digitales und Verkehr ernannt. Ihr Schwerpunkt lag im Bereich Eisenbahnverkehr. Mit der Bildung des Kabinetts Merz im Mai 2025 schied sie aus diesem Amt aus.
Am 20. Mai 2025 wurde Henckel zur Staatssekretärin im Ministerium für Wirtschaft, Verkehr, Arbeit, Technologie und Tourismus des Landes Schleswig-Holstein unter Minister Claus Ruhe Madsen ernannt.